# برستووو، استان لووچ
برستووو (به بلغاری: Brestovo) روستایی در بلغارستان است که در شهرستان لووچ واقع شده‌است.